# 経穴

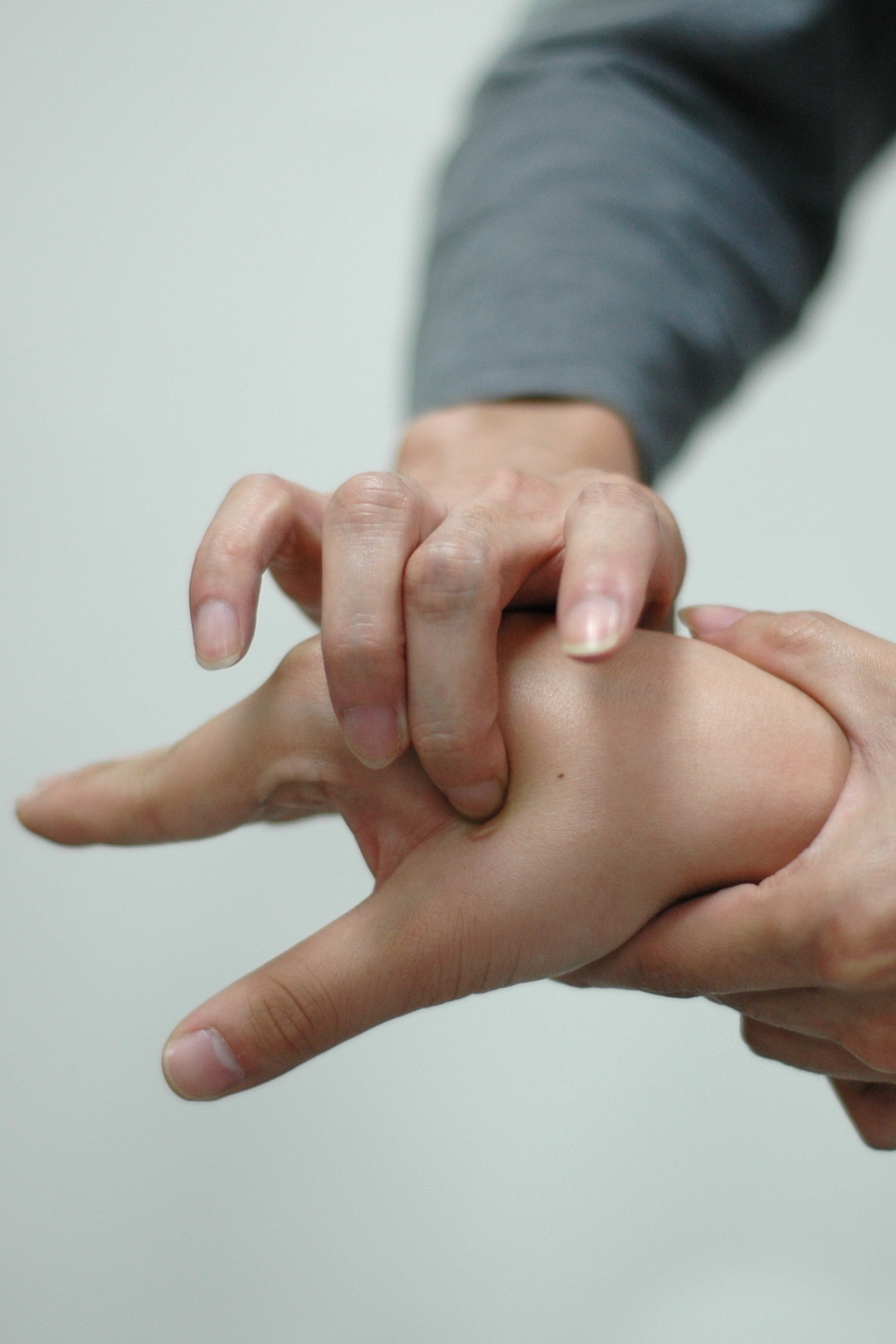
中国式 LI-4 合谷の経穴

経穴 （けいけつ） とは、中医学、漢方医学、経絡学の概念で、身体表面の特定の部位に指圧、鍼、灸で刺激を与えることで体調の調整、諸症状の緩和を図れるとするものである。一般には「ツボ」とも呼ばれる。
筋筋膜性疼痛症候群(Myofascial Pain Syndrome)におけるトリガーポイント（例えば腰痛の原因となる筋・筋膜内の好発部位）と大半が一致する。偽の刺激よりも真の経穴への刺激の方が効果は高い。

## 概要
経穴は、もとは中国の中医学に由来し経験的な知見により見出されたものである。重要な神経・血管・筋走行上に位置したり体性-内臓反射等で医学的関連があり、2006年11月2日に9カ国2組織が参加してWHO／WPRO (西太平洋地域事務局) 主催による経穴部位国際標準化公式会議で国際的に経穴が統一化された。
中医学、漢方医学的説明では、経穴は「気と血」のエネルギーの通り道であるといわれる経絡上にあって、気血が出入りし、経絡が合流したり分枝したりする経絡状の重要なところである。一般的には「ツボ」と呼ばれ、また「穴（けつ）」とも呼ばれるように、熟練した鍼灸師が触診すると、微細な陥凹部としてとらえられる。鍼灸で診断や施術をする重要な部位である。禁鍼穴・禁灸穴と呼ばれる、施術が禁止されている経穴もある。
皇甫謐の『鍼灸甲乙経』では経絡上に配置されている。楊継洲の『鍼灸大成』で理論的に書かれた。王執中の『鍼灸資生経』ではツボの部位とその主治、鍼灸法や取穴と治療法などが記載された。

## 経穴の種類
経穴には正穴と奇穴があり、正穴は14本の経絡(任脈、督脈と12正経)に属し、滑寿の『十四経発揮』によると354穴が全身に存在する。WHOでは1989年、奇穴のうち7穴を14正経に所属させて361穴とした。奇穴も250穴以上ある。現在、欧米ではアルファベット2字と数字で経穴を表している。たとえば足三里穴はST36である。一方、日本や中国、台湾などでは、昔ながらの漢字による表記がなされている。
経穴の場所の多くは関節、筋溝、腱上、腱下、骨縁、骨端、骨孔、動脈の上や静脈の上、神経の上部にあたる部分に存在しており、実際に取穴した際に指頭を使って経穴部位を確認する。疾病の際にその部分に様々な病態変化が起きるので指頭で探ることにより圧痛があったり、特異な響きが出ることがある。これを内臓皮膚体表反射という。逆に鍼灸等を用いて刺激することにより治療を行ったときに出る現象を皮膚体表内臓反射という。

## 日本の経穴学とWHO方式
経穴の場所については日中韓で92個のその解釈に微妙な相違が存在したため、2003年からWHO経穴部位国際標準化公式会議が日中韓をはじめとした9カ国2組織が参加して開かれ、2006年に経穴の場所が統一された。したがってそれ以前からの臨床経験のある施術者の知識とは異なる部分がある。
日本の鍼灸養成施設（海外の鍼灸養成施設はWHO方式を採用）で用いられている経絡経穴の教科書は、古法に基づいて行おうということでWHO方式ではないが、2009年からは世界基準に従い、日本の鍼灸養成施設でもWHO方式を採用する事が決定した。

## 有効性
経穴と経穴でない部分(非経穴)への刺激による効果を比較した66研究、のべ7265人の治験から、非経穴への刺激よりも経穴への刺激の方が効果的であったが、非常に多様な異なる非経穴の刺激点が用いられているため、非経穴の刺激点が治療効果をもたらすかについては結論を下せなかった。
経穴の刺激による効能は、肩や背中の凝りに対応する経穴への刺激で症状が改善する例や、耳部への電気鍼による麻酔で開頭手術を行う実演など有効性が観測可能である例もある。一方で経穴の専門書に謳われている効能でも内臓症患や全身症状などは有効性の確認が困難である。経穴への刺激に対する効能と有効性の確認は、一部で確認されているものがあるのと並んで今後の研究が待たれるものが多い。
アイスマン（イタリア・オーストリア国境で発見された約5300年前の男性のミイラ）には背後や脚に刺青の跡があり、オーストリアのドルファー博士の調査ではその位置は胃腧、三焦腧、腎腧、崑崙など腰痛に効果のある現代のツボの位置と一致しておりつぼ治療をした痕と推測されている。これは、人類が文字を持たなかった頃から、経穴を知っていた可能性が高い傍証である。